# Iglesia La Merced (Granada)
La Iglesia Nuestra Señora de las Mercedes es una iglesia de la Iglesia católica en Granada, Nicaragua. El edificio data de la primera mitad del siglo XVI, y aunque en un inicio se trataba de una construcción sencilla, diversos eventos concluyeron en la fachada actual. Es un edificio icónico de la ciudad representativo del estilo barroco que dejó como herencia la conquista española, y es considerado patrimonio de la ciudad de Granada.

## Historia

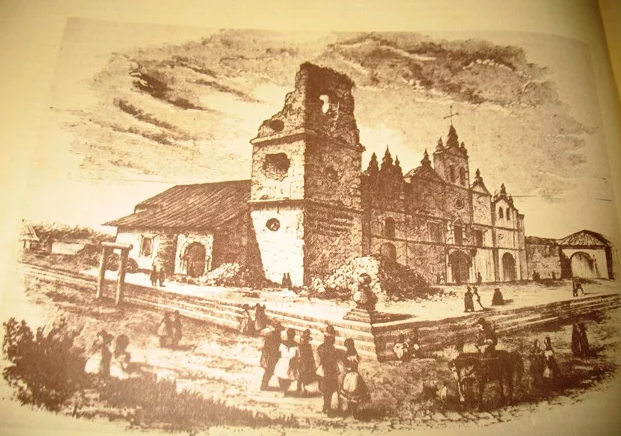
La torre del Reloj destruida por los filibusteros.

El primer antecedente data de 1534; este primer edificio constaba de una construcción sencilla, estructura de madera tosca y techo de paja, este edificio constaba de una sola nave a la que más tarde se le adjuntaron columnas a los lados para definir un conjunto de 3 naves. Hacia 1740  se reconstruye el edificio con nuevos materiales y mejor distribución, de esta última construcción el obispo Pedro Agustín Morel de Santa Cruz realiza una descripción de sus particularidades como edificio religioso. En 1781 inicia la construcción de la característica torre por parte de frailes mercedarios, finalizando el 23 de enero de 1783. En 1854 como consecuencia de Guerra civil de Nicaragua, la torre es destruida junto a sus dos últimos cuerpos. En 1862 concluye la restauración y reconstrucción de la torre, y hacia 1867 se realizan reformas al edificio, reconstruyendo el techo en forma de bóveda. En 1934 monseñor Romero Guerrero construyó la bóveda de concreto y eliminó el cielo raso de madera y cerró las ventanas que existían sobre los altares. Finalmente en la década de los 50 ocurren las últimas intervenciones el edificio, en 1950 se construyen las naves central y sur, en 1952 Monseñor Enrique Mejía Vílchez restaura el baptisterio y en 1959 se agrega una capilla dedicada a la virgen de Fátima.

## Descripción
Posee una planta asimétrica con relación a su eje longitudinal, conformada por 3 naves y cuatro accesos, tres en la fachada principal orientada al este, y una hacia el lado sur. Hay un atrio que bordea el costado este y sur una cruz llamada "Cruz del siglo" conmemorando el año 2000. Las naves laterales no son iguales en anchura. En la nave norte se encuentra la capilla dedicada a Fátima y en la nave sur se encuentra la monumental y ya característica torre del campanario, y en la nave central esta el altar mayor. En elevación, la fachada principal o frontis conjuga 3 portadas unificadas divididas por 3 cuerpos, la torrre del campanario se encuentra enmarcada en el segundo cuerpo por el escudo de los mercedarios una varilla de corozo labrada en tierra, dos ventanas de influencia antigua y una circular. El tercer cuerpo muestra la portada del campanario decorada por faldoncillos de estuco en los cuatro extremos,culmina en dos de sus lados con un reloj.

## Importancia histórica
La iglesia fue una de las primeras en la ciudad de Granada, y es una de las antiguas de Centroamérica. Es el máximo ejemplar de arquitectura barroca en Granada, y es una de las iglesias que soportó el incendio de Granada. Su importancia histórica radica en su antigüedad su arquitectura y su imagen en la ciudad, ubicada céntricamente como gigante ante el resto de edificios e iglesias.